# 최영이
최영이(崔領二), 또는 일본 이름이 사이 료지(일본어: 崔 領二 さい りょうじ[*], 1980년 6월 3일~)는 대한민국의 프로레슬링선수로, 재일 한국인 3세이다. 키는 190cm(6 ft 3 in)에다가 몸무게는 105kg(231 lb)나간다. 2001년 프로레슬링 입문으로 피니쉬는 스카이 킥(런닝 펀트 킥), 시드머스(위스트-클러치 벨리-투-백 수플렉스), 나치 워터폴(다이빙 더블 풋 스톰프)로 사용을 한다.

## Professional wrestling highlights
- Finishing moves
  - Akagawa Bridge/Yodogawa Bridge (Running knee strike to an opponent seated in the corner) - 2017-present
  - Everest Crusher (Military dropped into a double knee gutbuster) - 2021-present
  - Nachi Waterfall (Diving double foot stomp)
  - Sidmouth (Wrist-clutch belly to back suplex)
  - Sky Kick (Running punt kick to a seated opponent's head)
- Signature moves
  - Capture suplex
  - Cross armbreaker
  - Dragon screw
  - Heel kick
- Nicknames
  - "Super Cyborg"
- Entrance themes
  - "The Kids Aren't Alright" by The Offspring (ZERO1)
  - "Eldest" (ZERO1; 2011-2015; used occasionally)

## 수상
- 월드 태그팀 챔피언 (2회) - 제임스 레이딘 (1회), 제두 (1회)
- WEW 월드 태그팀웨이트 챔피언 (1회) - 쿠로다 테츠히로
- 허슬 슈퍼 태그팀웨이트 챔피언 (1회) - 사카타 와타루
- 월드 올 아시아 헤비웨이트 챔피언 (1회)
- PWI 랭크드 힘 #220 오브 더 탑 500 싱글즈 레슬링 인 더 PWI 500 인 2014
- NWA 월드 인터콘티넨탈 태그팀웨이트 챔피언 (3회) - 사토 코헤이 (2회), 나미구치 오사무 (1회)
- NWA 월드 유나이티드 내셔널 헤비웨이트 챔피언 (1회)
- 제로원 월드 헤비웨이트 챔피언 (2회)
- 파이어 페스티벌 (2009, 2014)
- 패션 컵 태그 토너먼트 (2008) - 사토 코헤이